# Trinity megye (Kalifornia)
Trinity megye az Amerikai Egyesült Államokban, azon belül Kalifornia államban található. Megyeszékhelye Weaverville. Lakosainak száma 16 112 fő (2020. április 1.). Trinity megye Siskiyou, Shasta, Tehama, Mendocino és Humboldt megyékkel határos.

## Népesség
A megye népességének változása:
| Lakosok száma | 13 756 | 13 718 | 13 506 | 13 448 | 13 069 | 12 285 | 16 112 |
|               | 2010   | 2011   | 2012   | 2013   | 2015   | 2019   | 2020   |